# 青井美海
青井 美海（あおい みう）は、日本の女性声優。主にアダルトゲームに声をあてている。

## 人物
中学生の時、友人が持ってきたアニメ雑誌を見て「声優」という職業を知り、彼女の勧めで声優になることを意識し始めた。高校生の進路選択の時期にそのことを思い出し、「声優になりたい」と進路を決め、卒業後に専門学校や養成所に通い始めた。
演じやすい役はハイテンションなおバカキャラやオドオドした儚げな子で、逆に色っぽい大人の女性は苦手としている。

## 出演
太字はメインキャラクター。

### 配信アニメ
- お見合い相手は教え子、強気な、問題児。（完全版）（2017年、斉川菜乃[2]）

### ゲーム
2006年
- アノニマス（鹿島 泉水）
- ぼくと子宮出し女教師 〜先生の中は精液まみれ〜（来生 優花）
- 放課後2〜白濁のレッスン〜（東海林 碧）
- 終末医凌（一之瀬 真由）
- ふぁんたじぃぞぉん（役名不明）

2007年
- らくてん 〜この世の楽園?あの世の天国!?〜（桧山 美空）
- 恋夏〜れんげ〜（木場 晴海）
- STEP×STEADY（甲田 さつき）
- 淫行可憐同好会（雪輪 晶）
- 悪鎖（森山 小春）
- NOZOKI魔2 〜女子校生恥辱のアングル〜（上総 結花）
- みんな大好き子づくりばんちょう（南 美麗）
- 女経営者 絵里子（篤野 奈々美）
- 背徳の学園2 -闇を継ぐ者-（楠瀬 奈留）
- 恋姫†無双 〜ドキッ☆乙女だらけの三国志演義〜（顔良）
- 凌辱ゲリラ狩り3（サンディ・グレゴール）
- セイクリッドグラウンド（七瀬 凛々子/スイートリップ）
- かがやく時空（とき）が消えぬ間に

2008年
- あいれぼ 〜IDOL☆REVOLUTION〜（浅倉 美咲）
- ちゅうちゅうナース（瀬川 美久）
- 処女狩〜オトメガリ（緋口 凪紗）
- 催眠凌辱学園（上原 美由紀）
- 真・恋姫†無双 〜乙女繚乱☆三国志演義〜（顔良）
- ぴこぴこ 〜恋する気持の眠る場所〜（ピピ）
- ふりフリ（桃瀬 みのり、新堂 沙雪）
- 魔法戦士レムティアナイツ（七瀬 凛々子/スイートリップ）
- M.E.S. -同級生メイド調教-（宝持 香奈子）
- 輪罠Ⅱ 〜Gang-Rape〜（蓮見 奏）
- インチキ霊媒師（遠野 ふゆか）
- 機動娼艦ヴィクトワール（サンディ・グレゴール）
- セイクリッドグラウンド（七瀬 凛々子（スイートリップ））

2009年
- Areas〜空に映すキミとのセカイ〜（せつ子）
- 息子の嫁は親父の女 〜女医とナースに仕込む胤〜（最上 真幸）
- 学園妖精テトラスター（水無月氷華/テトラシオン）
- ちゅぱしてあげる 〜スポーツクラブのおねえさん〜（榎田 麗子）
- うまごやプリンセス（姫） ※ 同人ゲーム
- 斬死刃留（久坂 美玖）
- 魔法少女スバル（東雲セッカ）
- 虜囚-RYOSYU-（瑞樹詩織）

2010年
- 巨乳魔女（天摩聖詩流）
- 君の名残は静かに揺れて（白鷺 詩織）
- エグゼクタースクリプト（鳴上 アテナ(プリミティルミナ)）
- 悪の女幹部（オボロ）
- 乙女恋心プリスターFANDISC 〜もっとHに恋せよ乙女!〜（エイレーネ）
- 擬態催眠（八坂 ひとみ）
- ふくびき!トライアングル（東雲 美晴）
- LILITH-IZM04 〜褐色編〜（東雲 セッカ）
- プレイ!プレイ!プレイ!
- ヴァルプルギス（皆坂 亞璃絵）
- JKと淫行教師4 〜なまいきモデル少女編〜（若生 皐月）
- はれがく!（清白 撫子）
- 風紀委員長 聖薇 〜あなたなんて大嫌い、死ねばいいのに〜（榊原 紗織）
- 巫女さんといっしょ!〜イケナイご奉仕奮戦記〜（松波 史乃）

2011年
- 大帝国（帝）
- 巨乳トライ! -短期集中乳揉みレッスン-（神那崎 瑠華）
- ドスケベビッチな援交○学生(高学年)のセックス三昧夏休み 〜あかり&雪乃〜 （あかり）
- ぜっちょースパイラル!!（雨宮 春菜）
- ブレイズハート（十乃川 雪菜）
- JKと淫行教師SP〜渡る世間はエロ教師ばかり〜（若生 皐月）
- 魔法戦士フェアリーメイズ（愛桜泉/フェアリーハート）
- 聖麗奴学園（柚木 しずく）

2012年
- Wanna.〜スパルタンセックス スペルマックス!!!〜（日浦 しおり）
- OH! ステルス紳士 〜隠密ザーメン公開中出し学園〜（西東 美咲、早志 花音）
- 創刻のアテリアル
- LEWDNESS -Vita sexualis-（有栖）
- 紅神楽（八代 護）
- リヴォルバーガール☆ハンマーレディ（SHIEN TACHIBANA）
- 魔法戦士エクストラステージ（スイートリップ〈七瀬凛々子〉）
- 沈黙の女学園 〜阿鼻叫喚の肉欲の宴は終わりを見せるのか〜（吉佐喜 由里香）
- 女系家族III 〜秘密HIMITSU卑蜜〜（唐沢 綺羅）

2013年
- プレイ!プレイ!プレイ!惨（河西 夏希、門脇 志津香）
- 聖娼女 〜性奴育成学園〜（上条 翼）
- モーレツ☆にゃん×2 クリニック 〜女医とナースがマンモスギザエロＥ→〜（森園 くるみ）
- VenusBlood -GAIA-（ヴァニラ）
- 肉牝R30 〜肉欲に堕ちた牝たち〜（ミネルバ・キャンベル）

2014年
- 3Ping Lovers!☆一夫二妻の世界へようこそ♪（ロロ）
- 愛姉妹IV 悔しくて気持ち良かったなんて言えない（藤村 清美）
- クリムゾン ルナティクス（明星 茅南）
- ジンコウガクエン2（薄）
- 七姫コレクション Princess Collection 〜美しき巨乳姫と人類最強の男〜（イングリット・エバ・スワーロフ）

2015年
- 真・恋姫†英雄譚1 〜乙女艶乱☆三国志演義［蜀］〜（顔良）
- 痴漢王 〜淫欲の解放者〜（柚木 しずく）
- 根雪の幻影 白花荘の人々（松原 くす葉）
- PENDULUM（御剣 晶）
- 痴漢王 〜淫国の創造者〜（木魂 音葉）
- ロイヤルガーデン ～乙女に恋する皇子の戯曲～（アルセスカ）
- 真痴漢王（木魂 音葉）

2016年
- GEARS of DRAGOON 2 ～黎明のフラグメンツ～（ルフェイ・アクレイア）
- お嬢様学園こすぷれハーレム部! 「今日はどの服でエッチしよっか？♡」（緒方 伊都）
- 魔法戦士ネクストイグニッション（スイートリップ）
- VenusBlood -RAGNAROK-（シギュン）

2017年
- 魔女と剣と千の月（皆坂 亞璃絵、笠木 綾乃）
- 真・恋姫†夢想 -革命- 蒼天の覇王（顔 良）
- 屈辱（仁藤 友恵）
- 巨乳プリンセス催眠「下賤な貴方のモノを……んちゅっ、んじゅるるる……れろっ、しゃぶったりするものですか!」（サフィーナ・ターニ・クルシュ）
- お姉さん×SHUFFLE! ～ともだちのお姉ちゃんのエッチな体。～（鈴木 伽純）

2018年
- 精子投票〜見せしめの目安箱〜（坊城 萌子）
- 魔法戦士イクシードナイツ -新たなる世界の女神たち-（七瀬 凛々子）
- 真・恋姫†夢想 -革命- 孫呉の血脈（顔 良）
- えろぼいす! Hなボイスでいちゃラブサクセス♪（柏葉 愛）

2019年
- 屈辱2（小野浦 立華）
- 姦淫特急連結セット ～肉欲のクルーズトレインの旅～（長田 佳苗）

2020年
- 魔法戦士INTERLUDE PHANTOM（スイートリップ）

2021年
- 神楽黎明記 ～護の章～（八代 護）

2023年
- VenusBlood GAIA International（ヴァニラ）

### WEBアニメ
2017年
- 自宅警備員 (2017-2019)-8作品　(葛木 さやか) 

### インターネットラジオ
- ぜっちょースパイラルラジオ!!略してスパラジ!![42]

### コラム
- 海はアオイな美しいな♪　（PUSH!!連載コラム 2010年1月号 - 2013年9月号）